# Grand Theft Auto VI
Grand Theft Auto VI és un videojoc en desenvolupament per Rockstar Games. Serà el vuité joc de la línia principal de Grand Theft Auto, després de Grand Theft Auto V del 2013, i la setzena entrega en general. Després d'anys d'especulació i filtracions, Rockstar va confirmar que el joc estava en desenvolupament el febrer de 2022. Les imatges d'una versió inacabada es van filtrar en línia al setembre en el que es va descriure com una de les filtracions més grans de la història de la indústria dels videojocs.
El 8 de novembre de 2023, es va anunciar que el tràiler seria llançat el 7 de desembre del mateix any, fent-lo coincidir amb el 25 aniversari de Rockstar Games.

## Desenvolupament
Després del llançament de Grand Theft Auto V el setembre de 2013, el president de Rockstar North, Leslie Benzies, va dir que la companyia tenia "algunes idees" per a la propera entrada de la sèrie. El març de 2018, The Know va informar que el joc, amb el nom en clau Project Americas, s'ambientaria principalment a una Vice City reelaborada i en part a Amèrica del Sud, amb una protagonista femenina jugable. L'abril de 2020, Jason Schreier de Kotaku va informar que el joc estava "a l'inici del desenvolupament" com a "una versió de mida moderada" que s'ampliaria amb el temps, per evitar la saturació dels desenvolupadors com va ocórrer amb els seus predecessors. El juliol de 2021, Tom Henderson de GameSpot va afirmar que el joc s'ambientaria a una Vice City moderna, que el seu mapa podria evolucionar de forma semblant a Fortnite i que no es publicaria fins al 2025; Schreier va reafirmar aquests informes. Escrivint per a Bloomberg News el juliol del 2022, Schreier va informar que el joc, titulat Grand Theft Auto VI, va entrar en desenvolupament el 2014 i comptaria amb una parella de protagonistes influenciats per Bonnie i Clyde, inclosa una dona llatina; va afirmar que els desenvolupadors estaven subvertint amb cautela la tendència de la sèrie de fer acudits sobre els grups marginats.
En els anys anteriors al seu anunci, hi havia una gran expectació per un nou joc de la saga, i els periodistes van assenyalar que els aficionats s'havien vist frustrats pel silenci continuat de Rockstar Games, sobretot després d'anunciar la reedició de Grand Theft Auto V el 2020. El 4 de febrer del 2022, Rockstar va confirmar que el desenvolupament estava "ben avançat" i que esperaven "avançar significativament més enllà del que hem fet anteriorment". Al juliol, Rockstar va anunciar que Red Dead Online no rebria més actualitzacions importants perquè es retiraven els recursos de desenvolupament per centrar-se en el proper joc; fonts del sector van declarar que Rockstar va reassignar recursos després que les remasteritzacions previstes de Grand Theft Auto IV (2008) i Red Dead Redemption (2010) es posaren en pausa a causa de la reacció rebuda per Grand Theft Auto: The Trilogy - The Definitive Edition (2021). A l'agost, Strauss Zelnick, conseller delegat de l'empresa matriu de Rockstar, Take-Two Interactive, va dir que Rockstar estava "determinada a establir una vegada més punts de referència creatius per a la sèrie, la nostra indústria i per a tot l'entreteniment".